# Cordula Hartman
Cordula Constantia Hartman, född 22 oktober 1814 i Stockholm, död 28 augusti 1834, var en svensk konstnär.
Hon var dotter till viceamiralen  Carl Johan af Wirsén och Helena Gustava Boucht och från 1832 gift med bryggaren Johan Henrik August Hartman. Hon har efterlämnat ett stort antal handteckningar med porträtt och oljefärgsmålningar. Hartman finns representerad i form av en litografi vid Kungliga biblioteket i Stockholm.